# 스톨렌 라이프
스톨렌 라이프(A Stolen Life)는 미국에서 제작된 커티스 번하트 감독의 1946년 영화이다. 베티 데이비스 등이 주연으로 출연하였고 베티 데이비스 등이 제작에 참여하였다.

## 출연

### 주연
- 베티 데이비스
- 글렌 포드

### 조연
- 데인 클락
- 월터 브레넌
- 찰스 러글스
- 브루스 베네트
- 페기 뉴슨
- 에스더 데일
- 클라라 브랜딕
- 조안 윈필드

## 제작진
- 미술: 로버트 M. 하스
- 의상: 오리 켈리